# Conrad Cramer-Frey
Conrad Cramer-Frey, auch Konrad Cramer (* 12. Mai oder 11. Mai 1834 in Volken; † 6. Januar 1900 in Zürich, Quartier Enge) war ein Schweizer Unternehmer und liberaler Wirtschaftspolitiker.

## Leben

### Familie
Conrad Cramer-Frey war das zweitjüngste von zehn Kindern des Landwirts Heinrich Kramer (1792–1854) und dessen Ehefrau Anna (geb. Gysler, auch Gisler; * 1798) aus Flaach.
Seit 1860 war er mit Louise (* 1836), der Tochter von Karl Frey, Kaufmann und Teilhaber des Manufakturwarenhauses Frey & Salzmann in Aarau, verheiratet; die Ehe blieb kinderlos. Seine Ehefrau war eine Nichte des Unternehmers Friedrich Frey-Herosé.
Sein Neffe war der Unternehmer und Erfinder Hermann Kummler.
Conrad Cramer-Frey lebte in einer 1878 vom Architekten Adolph Brunner gebauten Villa am Parkring 4 in Zürich.
Hans Otto Baumann porträtierte ihn 1897 und der Bildhauer Richard Kissling nahm ihm seine Totenmaske ab.

### Werdegang
Nachdem die Familie nach Hettlingen umgesiedelt war, besuchte Cramer die dortige Dorfschule und anschliessend die Sekundarschule in Seuzach.
Von 1848 bis 1852 absolvierte er in Zürich eine kaufmännische Lehre und war dann zwei Jahre als Angestellter im Handelshaus Hummel Comp. in Zürich tätig.
Von 1854 bis 1862 arbeitete er als Buchhalter in Aarau im Manufakturwarenhaus Frey & Salzmann und hielt sich danach bis 1870 in Bahia in Brasilien auf, um dort eine mit dem Familienunternehmen in Beziehung stehende Firma zu übernehmen und zu reorganisieren. 1868 gründete er eine Niederlassung im brasilianischen Pernambuco; hierbei machte ihm jedoch Brasiliens Krieg mit Paraguay (siehe Tripel-Allianz-Krieg) schwer zu schaffen.
Von 1870 bis 1895 leitete er die Firma Frey & Cramer von Aarau aus, die 1872 nach Zürich beziehungsweise 1877 nach Enge bei Zürich umsiedelte. In dieser Zeit erfolgte 1874 die Umbenennung in Cramer, Frey & Cie. 1878 erweiterte er das Unternehmen durch die Gründung einer Filiale in Rio de Janeiro und liquidierte 1883 das Stammhaus in Bahia.
Ende 1895 zog er sich ganz vom Geschäft zurück, das unter der Bezeichnung Meili, Diethelm & Co. weitergeführt wurde.

### Politisches und gesellschaftliches Wirken
In den 1880er Jahren begann Cramer-Frey damit, sich auch in Politik und Wirtschaft zu engagieren und er gehörte später zu den führenden Schweizer Wirtschaftsvertretern des ausgehenden 19. Jahrhunderts.
Er war eine entscheidende Autorität für Zollpolitik, Münz-, Bank- und Eisenbahnwesen.
Seine Artikel, Reden und zum Teil umfassenden Gutachten und Eingaben prägten und beeinflussten die Diskussion über zentrale wirtschaftspolitische Fragen wie die Verstaatlichung und die Reform des Tarifwesens der Eisenbahn, die Schaffung des Banknotenmonopols bzw. einer Zentralen Notenbank sowie die Münz- und Währungspolitik.
Er übte einen massgeblichen Einfluss in der Zoll- und Handelspolitik aus, in den nationalrätlichen Kommissionen bei den Zollgesetz- und Zolltarifrevisionen, als Berater des Bundesrats und als Mitglied verschiedener eidgenössischer Delegationen zur Erneuerung bilateraler Handelsverträge. Als schweizerischer Bevollmächtigter wirkte er unter anderem 1882, 1892 und 1894/1895 bei den Handelsvertrags-Verhandlungen mit Frankreich, 1882 mit Spanien, 1882, 1887 gemeinsam mit Othmar Blumer, 1889 und 1892 mit Italien, 1888 und 1891/1892 mit Deutschland sowie Österreich-Ungarn und Liechtenstein. 1885 war er, gemeinsam mit Charles Édouard Lardy in Paris bei der Erneuerung des Lateinischen Münzübereinkommens (siehe Lateinische Münzunion) beteiligt; er nahm an verschiedenen internationalen Münzkonferenzen teil, so unter anderem 1892 in Brüssel. 1885 unterzeichnete er auch den Münzvertrag zwischen der Schweiz, Frankreich, Griechenland und Italien.
Ab 1885 arbeitete Cramer-Frey auf eine Zentralisation des zersplitterten schweizerischen Banknotenwesens hin, erlebte dann jedoch die Erfüllungen seiner Bestrebungen nicht mehr. Die nach seinem Tod 1905 ins Leben gerufene und 1906 gegründete Schweizerische Nationalbank muss weitgehend als sein Werk betrachtet werden.
Er war von 1882 bis 1898 Zürcher Kantonsrat und, als Nachfolger von Alfred Escher, von 2. April 1883 bis zu seinem Tod, Nationalrat; nach seinem Tod folgte ihm Alfred Frey in den Nationalrat. Im Nationalrat war er unter anderem Vorsitzender der Zollkommission und ab 1883 Präsident der Kommission für das Tarifwesen der Eisenbahn. Die Wahl zum Vizepräsidenten des Nationalrats 1899 musste er aus gesundheitlichen Gründen ablehnen.
1884 unterstützte er den Aufruf zur Schaffung eines Alfred-Escher-Denkmals in Zürich.
Von 1876 bis 1900 amtierte er als Vorstand und von 1882 bis 1891, als Nachfolger Konrad Bürklis (1827–1893), Präsident der Kaufmännischen Gesellschaft Zürich (siehe Zürcher Handelskammer); ihm folgte Fritz Rieter-Bodmer als Präsident.
Er war von 1878 bis 1881 Vizepräsident und von 1882 bis 1900 Präsident des Schweizerischen Handels- und Industrievereins (siehe Economiesuisse), den er zu einem einflussreichen Verband ausbaute; als Präsident folgte ihm Hans Wunderly-von Muralt.
Von 1878 bis 1891 war er im Verwaltungsrat der Schweizerischen Kreditanstalt (siehe Credit Suisse) vertreten.
Von 1880 bis 1885 war er im Aufsichtsrat der Schweizerischen Lebensversicherungs- und Rentenanstalt (siehe Swiss Life) und von 1879 bis 1884 im Verwaltungskomitee der Neuen Zürcher Zeitung, deren Präsident er von 1882 bis 1883 war; sein Nachfolger als Präsident wurde Ulrich Meister.

## Ehrungen und Auszeichnungen
Conrad Cramer-Frey wurde 1894 zum Ehrendoktor der Staatswissenschaften (Doctor jurio publiei et rerum cameratium) von der Universität Zürich ernannt.
Er war Ehrenbürger der Stadt Zürich.

## Schriften (Auswahl)
- Die Münzfrage. Zürich, 1881.
- Zum Währungsstreit. 1881.
- Der schweizerisch-französische Handelsvertrag, Annahme oder Verwerfung? Zürich, 1882.
- Zur Zolltariffrage. 1883.
- Die Regulierung des Banknotenwesens in der Schweiz. Zürich, 1885.
- Der gegenwärtige Stand der Münzfrage mit besonderer Berücksichtung der Schweizer Verhältnisse. Bern, 1894 (Digitalisat).